# Cloroacetona
La cloroacetona es un compuesto químico cuya fórmula molecular es C3H5ClO. Bajo CNPT es un líquido incoloro con un olor picante. Cuando se expone a la luz, se convierte en una sustancia de color amarillo-ámbar oscuro. Fue usado como gas lacrimógeno en la Primera Guerra Mundial por las tropas francesas.

## Síntesis
La cloroacetona puede ser sintetizada a partir de la reacción entre el cloro y dicetena, o mediante la cloración de acetona.

## Aplicaciones
- Pesticidas, fungicidas y herbicidas
- Fabricación de acopladores de tinte para fotografía a colores.
- Fotopolimerización de compuestos de vinilo
- Inhibidor de la papaína.